# Duilio Agostini
Duilio Agostini (Azeno, 8 de abril de 1926-12 de abril de 2008) fue un piloto de motociclismo italiano, que compitió en el Campeonato del Mundo de Motociclismo entre 1953 hasta 1956.

## Biografía
Nació en el seno de una familia acomodada propietaria de un hotel en el lago de Como y donde acoge a personalidades del motociclismo como Omobono Tenni, Stanley Woods, Terzo Bandini, Primo Moretti y Ugo Prini.
Posteriormente trabajó en Moto Guzzi, primero en el departamento de atención al cliente y finalmente, en 1947, como piloto de pruebas oficial junto a Giulio Cesare Carcano. Su primera carrera fue en Asola, con una Condor 500 y la ganó. A partir de ese momento comenzaron las carreras y las victorias.
En 1953 con una Moto Guzzi Dondolino ganó la Milán-Taranto y el Campeonato de Italia de Segunda de 500cc. Un año después, se convirtió en piloto oficial de Guzzi tanto en 250 como en 350 y el Campeonato de Italia Senior de 250.
A partir de 1953, ya debutó en el Campeonato del Mundo de Motociclismo. Su mejor año fue en 1955 cuando ganó el Gran Premio de Francia y terminó la temporada en la séptima posición del campeonato mundial de 350cc.
En 1957 Duilio se retiró de las carreras dedicándose a su taller y concesionario de Moto Guzzi en Mandello del Lario. En la década de los 70, fundó su propio equipo para carreras de resistencia, utilizando la Guzzi V7 Sport. Los proyectos vinculados a las licitaciones dan lugar al desarrollo de muchas piezas que posteriormente serán fabricadas y comercializadas por el concesionario. Posteriormente, junto a un grupo de entusiastas, crea el Guzzi Moto Club que se llamará Moto Club Carlo Guzzi, del que será presidente durante muchos años y organiza el primer Rally Internacional Moto Guzzi en Mandello del Lario. Los mítines tienen lugar cada dos años y comienzan la tradición que luego continuó a lo largo de los años. El último encuentro organizado por Duilio en colaboración con el Moto Club tuvo lugar en septiembre de 1989.
En 1993 se retiró del negocio, dejando el concesionario en manos de su hija Alis quien ya se había encargado del mismo desde 1981 inicialmente con su hermana Lindy. Murió el 12 de abril de 2008 debido a una grave enfermedad tras una vida dedicada a la marca Mandello.

## Resultados en el Campeonato del Mundo
Sistema de puntuación desde 1950 hasta 1968:
| Posición | 1.º | 2.º | 3.º | 4.º | 5.º | 6.º |
| Puntos   | 8   | 6   | 4   | 3   | 2   | 1   |

### Carreras por año
(Carreras en Negrita indica pole position, Carreras en cursiva indica vuelta rápida)
| Año  | Clase | Moto       | 1       | 2     | 3       | 4     | 5       | 6       | 7     | 8       | 9       | Pts. | Pos. |
| ---- | ----- | ---------- | ------- | ----- | ------- | ----- | ------- | ------- | ----- | ------- | ------- | ---- | ---- |
| 1953 | 350cc | Moto Guzzi | IOM -   | NED - | BEL -   | FRA - | ULS -   | SUI -   | NAT 3 |         |         | 4    | 10.º |
| 1954 | 350cc | Moto Guzzi | FRA -   | IOM - | ULS -   | BEL - | NED -   | GER -   | SUI - | NAT 4   | ESP 2   | 9    | 7.º  |
| 1954 | 500cc | Moto Guzzi | FRA -   | IOM - | ULS -   | BEL - | NED -   | GER -   | SUI - | NAT -   | ESP Ret | 0    | -    |
| 1955 | 350cc | Moto Guzzi |         | FRA 1 | IOM 8   | GER - | BEL Ret | NED Ret | ULS - | NAT Ret |         | 8    | 7.º  |
| 1955 | 500cc | Moto Guzzi | ESP Ret | FRA - | IOM -   | GER - | BEL 4   | NED -   | ULS - | NAT -   |         | 3    | 16.º |
| 1956 | 350cc | AJS        | IOM 9   | NED 7 | BEL Ret | GER - | ULS -   | NAT -   |       |         |         | 0    | -    |